# النظارى (حبيش)

تعديل مصدري - تعديل

النظارى هي إحدى قرى عزلة بني شبيب بمديرية حبيش التابعة لمحافظة إب، بلغ تعداد سكانها 420 نسمة حسب تعداد اليمن لعام 2004.